# Чепіга Микола Миколайович
Мико́ла Микола́йович Чепі́́га (10 серпня 1977 — 17 червня 2014) — солдат батальйону «Айдар».

## Життєвий шлях
Народився 1977 року в місті Полтава. 1992-го закінчив полтавську гімназію № 21; в часі навчання відвідував туристичний гурток. 1995 року — Полтавське професійно-технічне училище № 3, слюсар з ремонту рухомого складу. Відслужив строкову службу в лавах ЗСУ. Працював у локомотивному депо станції Полтава-Південна від 2008 року. Зарекомендував себе як старанний працівник; не відходив від поломки доки її не усунув. Створив сім'ю; з дружиною ростили дитину, проживали в селі Надержинщина.
З 19 березня 2014 року — доброволець, номер обслуги, 24-й батальйон територіальної оборони «Айдар». До травня призовники перебували при військкоматі — рихтували зброю та одяг на блокпости територіальної оборони. 24 травня надійшло розпорядження забрати їх зі штату військкомату — тоді усі призовники написали заяви на відправлення в зону боїв. 27 травня групу відправили під Луганськ — у військову частину біля міста Щастя; з 13 червня почалися бої.
17 червня 2014 року потрапив пораненим до полону терористів під час визволення селища Металіст. Передова група батальйону вирушила до місця бою українських сил і потрапила в засідку терористів. Тоді ж загинули молодший сержант Андрій Колесник, солдат Рустам Хамраєв та Сергій Рябуха. Рустам залишився прикривати бійців свого підрозділу, стримував наступ терористів, самотужки утримував позицію. Солдат Рустам Хамраєв до останнього прикривав бійців, надав їм можливість перегрупуватися і забезпечив їм відхід у безпечне місце. Він врятував загін ціною свого життя. Тіло Чепіги утримували терористи. Як розповів бойовий товариш Миколи Тарас Синяговський, його в полоні зарізав ножем «кадировець». Кілька днів Миколу вважали полоненим, потім — зниклим безвісти. Його рідним казали, що Миколу знайшли та готують на обмін. 27 червня його дружині подзвонили та попросили приїхати — на впізнання тіла.
Очевидці розповідали, що Миколу дуже довго били і знущались, потім хотіли поставити на коліна — він не піддався і його убили.
Без Миколи лишились батьки, дружина Ірина, 3-річна донька (згідно з даними сайту «Небесна Гвардія», дві доньки (1994 та 2011 р. н.)).
Похований у селі Надержинщина 6 липня 2014-го.

## Нагороди та вшанування
За особисту мужність і героїзм, виявлені у захисті державного суверенітету та територіальної цілісності України, вірність військовій присязі під час російсько-української війни, відзначений — нагороджений
- орденом «За мужність» III ступеня (посмертно)
- у травні 2015 року на будівлі гімназії № 21 встановлено меморіальну дошку Миколі Чепізі[5]
- ім'я захисника України Миколи Чепіги згадується щороку 17 червня на ранковому церемоніалі вшанування військовослужбовців Збройних Сил України, які загинули цього дня в різні роки внаслідок російської збройної агресії на Сході України[6]